# Condado de Botetourt
O Condado de Botetourt é um dos 95 condados do estado americano de Virgínia. A sede do condado é Fincastle, e sua maior cidade é Fincastle. O condado possui uma área de 1 405 km² (dos quais 8 km² estão cobertos por água), uma população de 30 496 habitantes, e uma densidade populacional de 22 hab/km² (segundo o censo nacional de 2000). O condado foi fundado em 1770.